# Jarosław Kaszubkiewicz
Jarosław Zbigniew Kaszubkiewicz (ur. 27 stycznia 1957 r. we Wrocławiu) – polski agronom, dr hab. nauk rolniczych, profesor nadzwyczajny Instytutu Nauk o Glebie i Ochrony Środowiska Wydziału Przyrodniczego i Technologicznego Uniwersytetu Przyrodniczego we Wrocławiu.

## Życiorys
W 1987 r. obronił rozprawę doktorską Histereza wodna i jej zależność od zróżnicowania porowatości i składu granulometrycznego niektórych gleb, przygotowaną pod kierunkiem prof. Bronisława Giedrojcia. W 1999 r. habilitował się na podstawie pracy zatytułowanej Modele histerezy wodnej gleb. W 2012 r. uzyskał tytuł profesora nauk rolniczych. Objął funkcję profesora nadzwyczajnego w Instytucie Nauk o Glebie i Ochrony Środowiska na Wydziale Przyrodniczym i Technologicznym Uniwersytetu Przyrodniczego we Wrocławiu.
Był członkiem Komitetu Agrofizyki Polskiej Akademii Nauk.